# イグ (クトゥルフ神話)
イグ（Yig）は、創作神話クトゥルフ神話に登場する、架空の神性。蛇の神。

## 概要

### ラヴクラフト
初出はゼリア・ビショップ名義でハワード・フィリップス・ラヴクラフトが代筆した『イグの呪い』。蛇のアイデアはビショップによるもので、蛇神イグをはラヴクラフトが創造した。
あらゆる蛇族の父と言われる。クトゥルフ神話の神々の中では、（作中基準で）知名度が高い神格である。容姿は半人半蛇と言われ、『イグの呪い』では姿を現さないが、『墳丘の怪』で神像が登場する。
19-20世紀時点でもオクラホマのインディアンに信じられており、祟りを恐れて蛇避けの儀式が行われている。アメリカ大陸各地の蛇神伝承の原型となった神であることが示唆されている。イグの特徴は子供への愛情であり、自分の子供である蛇たちを殺した者には必ず復讐すると言われており、仇を斑紋ある蛇へと変えてしまうという。積極的に危害を加えてくる邪神ではないものの、野生の蛇が飢える季節には、蛇神イグも飢えて狂暴になると言われている。
ラヴクラフト作品においては、古くはムー大陸で信仰され（永劫より）、沈んだムー大陸から逃れた者たちが北米地下に築いたクン＝ヤンの都市でも信仰されている（墳丘の怪）。ムーとクン＝ヤンで、クトゥルフと並んで信仰されるという特徴がある。地底世界には太陽がないため、イグと蛇が宗教に加えて暦（時間）に関わっている。尾を打ち鳴らす長さで、昼夜のない地下世界の時間を、目覚めの時間と睡眠の時間に区切り、また脱皮の周期で地底の1年が決まる。

### その他の作家
ロバート・ブロックは、文献「妖蛆の秘密」に、三柱の蛇神として「蛇の父イグ、暗きハン、蛇の髭を持つバイアティス」を予言の神として挙げた。リン・カーターは、別個にクトゥルフ神話に存在していた蛇人間という種族と蛇神イグを、結び付けた。ドナルド・タイソンの『ネクロノミコン』では、イグは旧支配者の七帝の一柱であり、蛇を宇宙から地球へと連れてきたとされる。
ブルース・ブライアンの小説『ホーホーカムの怪』には、「イグ＝サツーティ」という蛇神が登場しており、『イグの呪い』からの影響が指摘されている。
リン・カーターは、イグの息子をバイアティスとした。またスタンリー・C・サージェントは、イグの娘ヘルペテを創造した。
日本人作家では、松殿理央が『蛇蜜』という短編を執筆している。

## 登場作品
- イグの呪い（ラヴクラフト）
- 墳丘の怪（ラヴクラフト）
  - ホーホーカムの怪（ブルース・ブライアン）
- THE SNAKE FARM (JAMES.AMBUEHL):「CORRELATED CONTENTS」（MYTHOS BOOKS）
- A MOVEMENT IN THE GRASS (WALTER.C.DEBILL Jr.):「THE BLACK SUTRA」（MYTHOS BOOKS）
- THE SCALES OF JUSTICE (RON.SHIFLET):「LOOKING FOR DARLA」（ELDER SIGNS PRESS）
- MOTHER OF SERPENTS (GARY.MYERS):「DARK WISDOM」（MYTHOS BOOKS）
- 蛇蜜 - 松殿理央作
- 美凶神YIG - 菊地秀行作

## 関連リスト

### 実在の神
ケツァルコアトル
南米の蛇神。作中では、イグがモデルになっていると言及されている。

### クトゥルフ神話の神
ハン
三柱の蛇神の一つ。「暗きハン」と称される邪神。詳細不明で、特に作品はない。「凍てつくレン」（レン高原のことか）に幽閉されている。
バイアティス
三柱の蛇神の一つ。「蛇の髭をもつ」邪神。ロバート・ブロックが名前だけ創造し、ラムジー・キャンベルが姿を与え（城の部屋）、リン・カーターがイグの息子とした。
ウトゥルス＝フルエフル（Ut'ulls-Hr’ehr または Ht’ulls-Hr-ehr）
ジョゼフ・S・パルヴァー『The Guard Command』（未訳）に登場する。イグとシュブ＝ニグラスの娘。性魔術カルトにてカソグサと共に崇拝される。
ヘルペテ
古代クレタ島を守護していた蛇の女神。イグの娘。
ムー大陸の神々
クトゥルフ、イグ、シュブ＝ニグラス、ナグとイェブ、ガタノトーア、イオド、ヴォルヴァドスなどが、ムー（＝レムリア）で信仰された。ムーが沈んだ後は、信仰はクン＝ヤンの地底へと引き継がれる。
ウボ＝サスラ
リン・カーターの系譜で、多くの神々を生んだとされている原始生命体。イグ、ハン、バイアティスはこいつの落とし子。だがカーターは、別作品ではバイアティスをイグの子に位置付けており、系譜が確定しない。
イグ＝サツーティ
ブルース・ブライアン『ホーホーカムの怪』に登場する。翼ある蛇であり、インディアンの知識の神。当作品をクトゥルフ神話に位置付けるかは定説がないが、『イグの呪い』からの影響が指摘されており、イグ＝サツーティとイグは共通点が多い。
イヴ（YIG）
菊地秀行『美凶神YIG』に登場する。作中でははっきりと明示されてはいないが、おそらくイグの人間体・雌型。真の名はYIGであり、人間が聞き間違えた名がイヴであるという。ヨグ＝ソトースとシュブ＝ニグラスの娘であり、同作には「ダゴンとヒュドラの娘」や「ヨグ＝ソトースと人間の混血児」が登場するがそれらよりも上位の血を有する。

### クトゥルフ神話の生物
蛇人間
クトゥルフ神話の知的爬虫類種族。蛇の神イグと結び付けられている。
大地の妖蛆
クトゥルフ神話、主にロバート・E・ハワードの作品に登場する種族。蛇に形容され、蛇人間にも近い。